# Aethalura fumata
Aethalura fumata är en fjärilsart som beskrevs av Barnes och Mcdunnough 1935. Aethalura fumata ingår i släktet Aethalura och familjen mätare. Inga underarter finns listade i Catalogue of Life.